# Фитиновая кислота
Фитиновая кислота (мио-инозитгексафосфорная кислота, D-мио-инозитол-1,2,3,4,5,6- гексакисдигидрофосфорная кислота) — сложный эфир циклического шестиатомного полиспирта мио-инозитола (или мио-инозита) и шести остатков ортофосфорной кислоты. Полное название этого соединения точно характеризует его химическое строение: приставка мио- указывает на определённую ориентацию гидроксильных групп относительно инозитольного кольца. Префикс «гексакис» (в отличие от «гекса») означает, что фосфатные группы не связаны друг с другом (Johnson, L.F., Tate, M.E., 1969).

## Структура
Впервые химическая формула фитиновой кислоты была предложена Anderson R. J. в 1914 году.
Фосфаты инозитола состоят из инозитольного кольца и, как минимум, одной фосфатной группы. К инозитольному кольцу мио-инозитол-1,2,3,4,5,6-гексакисфосфата присоединены 6 фосфатных групп с помощью сложноэфирных связей. Фитиновую кислоту условно обозначают IP6 (или InsP6), а низшие фосфаты инозитола, то есть содержащие пять или меньше остатков фосфорной кислоты, — IP1-IP5 (или InsP1-InsP5).
Существует несколько способов описания девяти возможных конфигураций молекулы инозитола. Наиболее удачной считается номенклатура, предложенная T. Posternak (1965). Основным стереоизомером инозитола, присутствующим в живых организмах, является мио-инозитол. Другие формы также встречаются в живой природе, однако их биологическое значение мало изучено. В соответствии с номенклатурой T. Posternak молекула инозитола в мио-конформации имеет лишь одну плоскость симметрии, проходящую через крайний левый и крайний правый атомы углерода.
Префиксы D и L указывают направление нумерации атомов углерода в кольце: L — по часовой стрелке, D — против. В общей химии принято нумеровать атомы, следуя самым коротким путём. Во избежание путаницы с номенклатурой инозитолов и ферментов, связанных с их превращениями, Международный союз теоретической и прикладной химии и Международный биохимический союз (International Union of Pure and Applied Chemistry и International Union of Biochemistry, IUPAC-IUB, 1989) рекомендуют нумеровать атомы мио-инозитола в соответствии с D-конфигурацией. Нумерацию необходимо начинать с атома, участвующего в формировании сложноэфирной связи в инозитол-содержащих фосфолипидах, используя мнемонический образ черепахи, предложенный Agranoff B. W. (1978). Четыре лапы и хвост черепахи, расположенные в одной плоскости, соответствуют пяти экваториальным гидроксильным группам, а приподнятая голова — аксиальной гидроксильной группе. Если смотреть на черепаху сверху, то нумерацию нужно начинать с передней правой лапы, минуя голову и заканчивая задней правой лапой, то есть против часовой стрелки (Shears S. B., 2004); в этом случае плоскость симметрии проходит через атомы C2 и C5. Нумерация в L-конфигурации (по часовой стрелке) начинается с левой передней лапы черепахи.

## Химические свойства
Шесть остатков фосфорной кислоты, связанных с инозитолом, могут принимать или отдавать до 12 протонов (ионов водорода), благодаря многоступенчатой диссоциации которых фитиновая кислота проявляет свойства как сильных, так и очень слабых кислот (pKa до 9,4) в зависимости от ионной силы раствора, температуры и прочих факторов (Brown E. C. et. al., 1961; Costello A. J. R. et. al., 1976; Torres J. et. al., 2005). В нейтральной среде фосфатные группы фитиновой кислоты частично диссоциируют, приобретая по одному или два отрицательных заряда, благодаря чему катионы (положительно заряженные ионы металлов, протонированные аминогруппы и т. п.) могут прочно хелатироваться двумя или более остатками фосфорной кислоты, либо образовывать менее прочную ионную связь с одной фосфатной группой. Таким образом, фитиновая кислота является полидентатным лигандом, способным хелатировать катионы путём образования нескольких координационных связей.
В диапазоне рН от 0,5 до 10,5 конформация фитиновой кислоты стерически стабильна и имеет одну аксиальную и пять экваториальных групп. При более высоких значениях рН может происходить обращение конформации, в результате которого образуются пять аксиальных групп и одна экваториальная. Подобное превращение происходит с функциональными группами в составе InsP5, особенно при атомах C1, C3 и C5, поскольку эти группы образуют «хелатирующую клетку» (англ. «chelation cage»), стабилизированную катионами (Volkmann C. J. et. al., 2002). Именно стабилизация катионами способствует кристаллизации фитиновой кислоты в мио-конформации (He Z. Q. et. al., 2006; Rodrigues-Filho U. P. et. al., 2005). Конформация низших фосфатов инозитола стабильна в более широких диапазонах рН (Barrientos L. G., Murthy P. P. N. 1996).

## Распространенность фитиновой кислоты в растительных субстратах
На долю фитинового фосфора приходится большая часть общего фосфора, содержащегося в семенах злаковых, бобовых и масличных культур. В целом, фитиновый фосфор составляет 60-80 % от общего количества фосфора семян.
Концентрация фитинового фосфора в различных органах растений неодинакова. Большая часть фитина сосредоточена в семенах. Небольшие количества фитина присутствуют в вегетативных органах, например корнях и корнеплодах, следовые — в листьях. (Angel R. et. al., 2001). В семенах большинства злаков фитин сосредоточен в алейроновом слое, а в семенах двудольных растений, включая масличные и бобовые, он равномерно распределен по всему объёму зерен (Erdman J. W. Jr., 1979; Lott J. N. A., 1984; Oberleas D. 1973).

## Антипитательные свойства фитатов
Считается, что фитиновая кислота снижает биодоступность общего фосфора, кальция, магния, цинка и многих других минеральных веществ. Их высвобождение может происходить в результате гидролитического расщепления эфирных связей фитиновой кислоты фитазами животного, растительного или микробного происхождения, а также при помощи различных технологических приёмов в процессе производства кормов.
Однако вышеприведённые заключения были выведены из опытов на щенках и крысах. Исследования на людях показывают практически обратный эффект: люди, длительное время употреблявшие продукты с высоким содержанием фитиновой кислоты, имели более прочную структуру костей, чем контрольная группа. Далее, фитаты в организмах исследуемых женщин значительно снижали риск остеопороза.
Более того, фитиновая кислота тормозит развитие клеток, съедающих костную ткань изнутри при остеопорозе.
Чем больше человек употребляет в пищу продуктов, богатых фитатами, тем лучше его кишечник (микробиота) приспосабливается к её расщеплению, и соответственно усваиванию кальция, фосфора и других микроэлементов. То есть у последовательных вегетарианцев проблемы вообще нет — их ЖКТ на 100 % справляется с фитиновой кислотой.